# Бугван Фёникс Парк

Расположение объекта

Бугван Фёникс Парк (кор. 보광 휘닉스 파크, Bogwang Phoenix Park) — южнокорейский горнолыжный курорт, расположенный в уезде Пхёнчхан, в центральной части провинции Канвондо. Он расположен недалеко от местечка Бонгпхён-мён, в горах Тхэбэксан, примерно в 120 км к востоку от Сеула. Курорт был основан в 1995 году, а в 2015—2017 годах он был реконструирован.
Горнолыжный курорт, расположенный между 700 и 1 050 метрами над уровнем моря на склонах горы Тэгисан, имеет 12 склонов общей протяженностью 6,6 км и 9 подъёмников. Самый длинный наклон составляет 1 010 метров с вертикальным падением 294 м.
В феврале 2017 года здесь прошёл этап Кубка мира по фристайлу 2016/2017. В 2018 году Бугван Фёникс Парк принимал соревнования по фристайлу и сноуборду в рамках Зимних Олимпийских игр 2018 в Пхёнчхане.
Это также одно из мест действия южнокорейского телевизионного сериала «Осень в моём сердце».

## Галерея

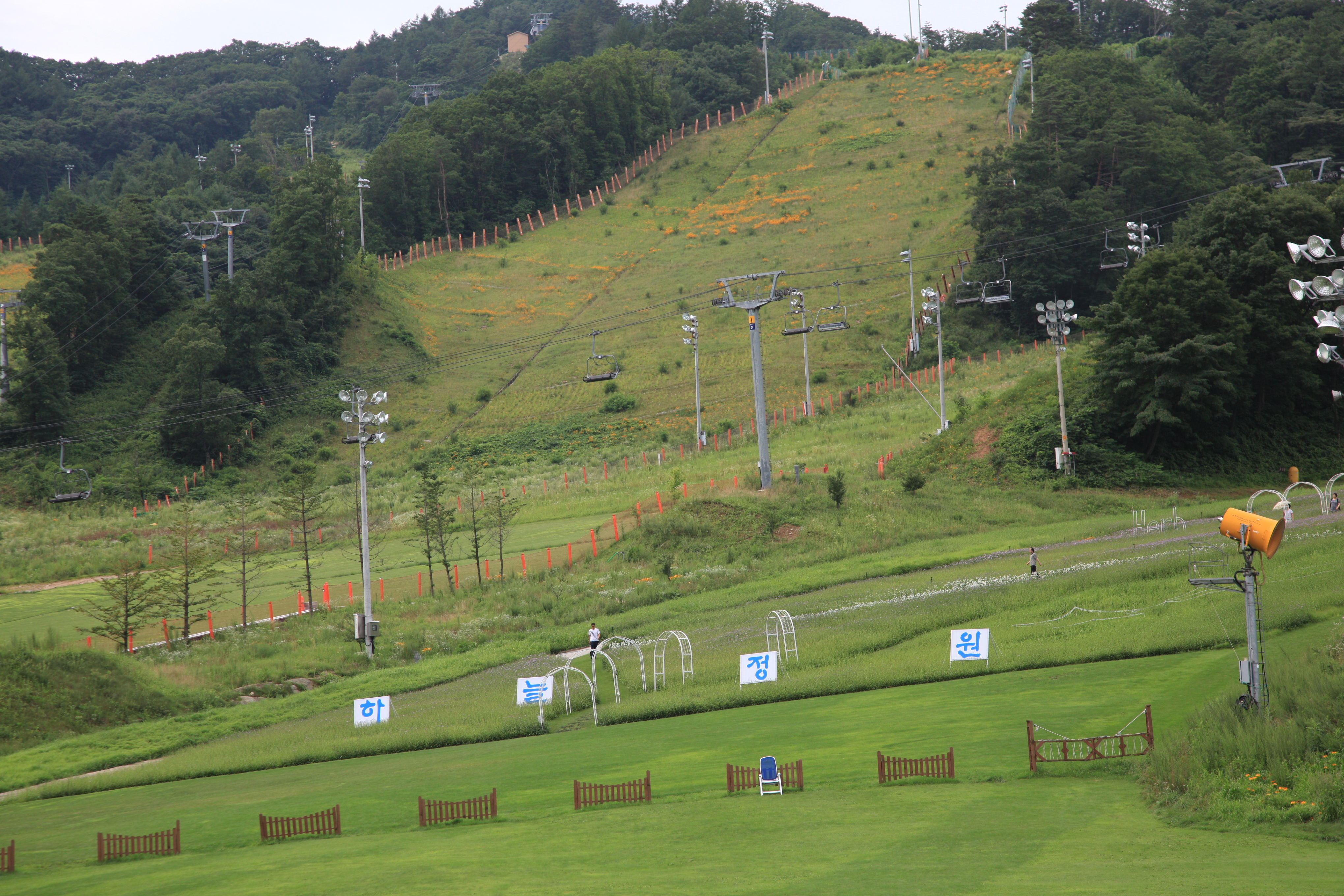
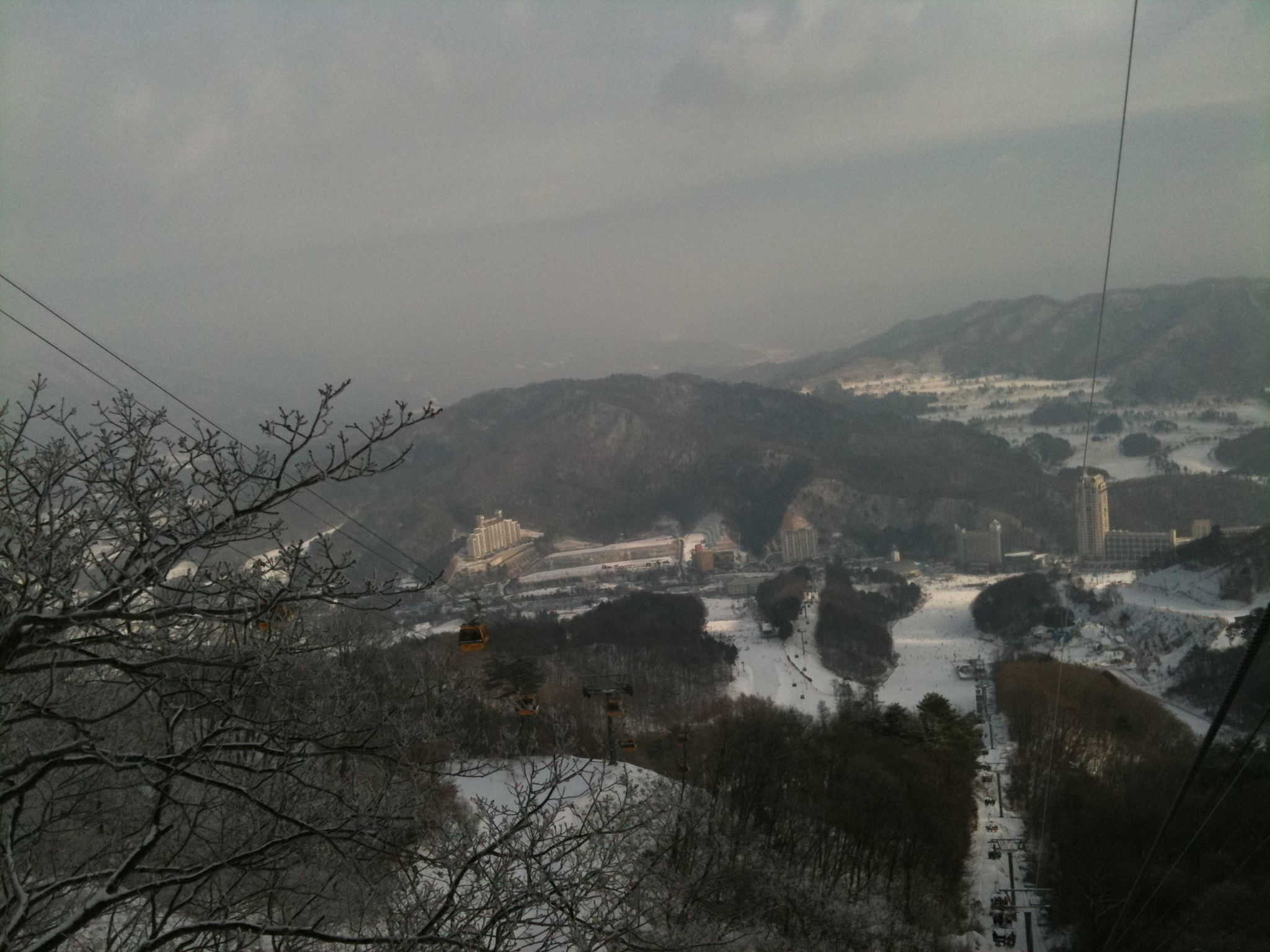
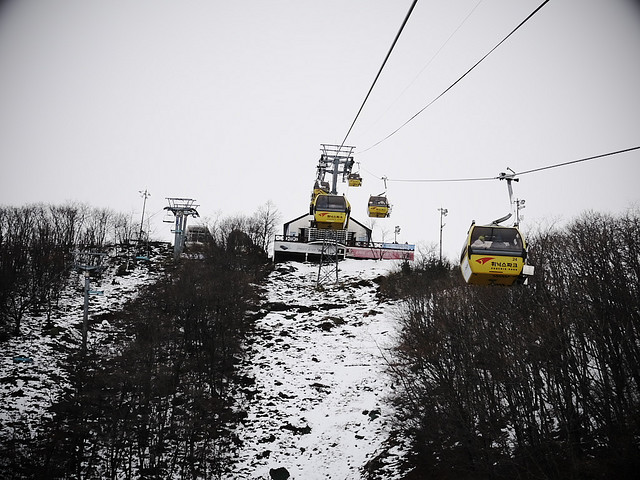
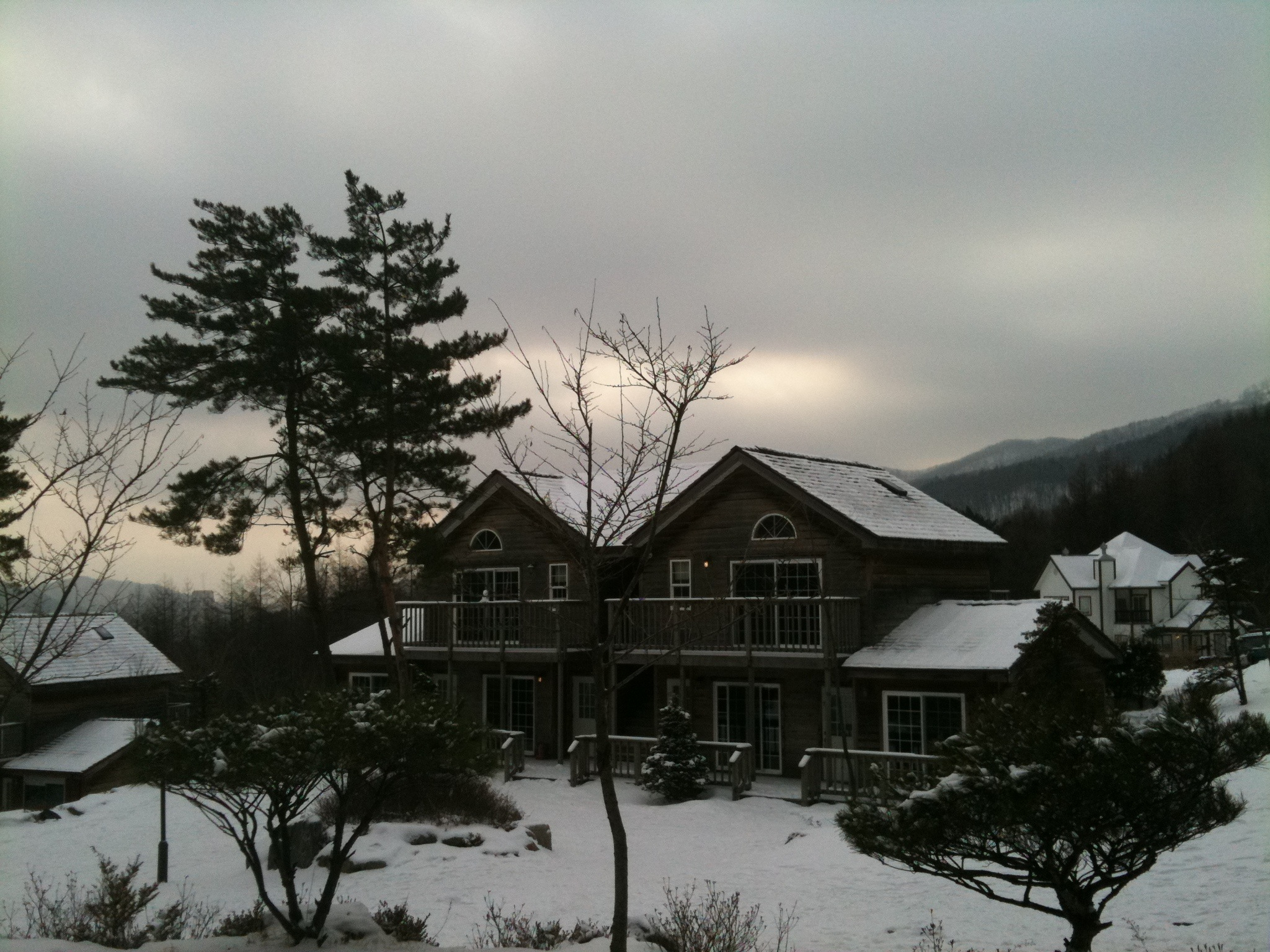